# アンフィサ
アンフィサ（ギリシャ語: Άμφισσα, ラテン文字転写: Amfissa）は、ギリシャ共和国中央ギリシャ地方にある都市で、フォキダ県の県都である。行政上はデルフィ市の一部であり、その中心地区である。
古代ギリシャ語の発音ではアムピッサ。中世においてはサロナ（ギリシャ語: Σάλωνα, ラテン文字転写: Salona）の名で知られていた。

## 名称
アンフィサ（アムピッサ）の名は、古代ギリシャ語の動詞 αμφιέννυμι / amfiennymi （囲む）から来ているとされている。これはアンフィサの町がジオナ山とパルナッソス山に囲まれていることに由来している。ギリシャ神話においては、マカレオスの娘であるアムピッサ（アイオロスの妻、アポロンの愛人）の名が町に与えられたという。
13世紀になると、アンフィサの町はサロナとして知られるようになる。「サロナ」の名の由来については3つの説がある。
- この一帯は地震の被害をよく受けたことから、σάλος / salos （揺れる）から取られたという説
- モンフェッラート侯ボニファーチョ1世がテッサロニキ王国の王位に就いた時に、テッサロニキ（Θεσσαλονίκη / Thessaloniki）から名付けられたという説
- ギリシャ語の εσάλωνα / esalona （脱穀所）の誤記であろうという説

町の名は、近代ギリシャ独立後の1833年に「サロナ」から「アンフィサ」に復古された。

## 地理
アンフィサの街は、デルフィ市の南部に位置し、かつてのデルポイの遺跡の傍らにあるデルフィの集落からは東北へ約11kmの距離にある。ラミアから南へ約47km、ナフパクトスから東北東へ約50km、ティーヴァから西北西へ約85kmである。
アンフィサの町は農地が多いクリッサエア平原の北端部にある2つの山、ジオナ山とパルナッソス山の間に位置している。町は森林に囲まれている。また、西にあるリドリキとはGR-27およびGR-48によって結ばれている。

## 歴史

### 古代

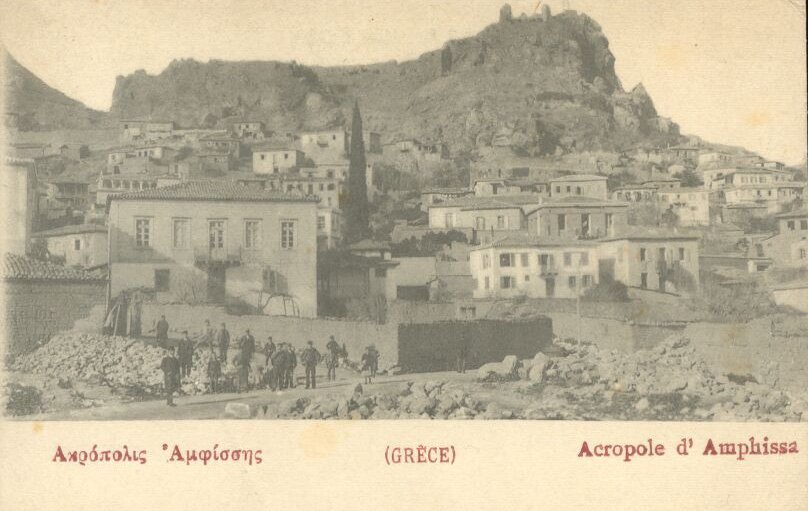
アンフィサのアクロポリス（1918年）

アムピッサの町は、古代ギリシャ人のうちロクリア人が居住した西ロクリスの主要都市であった。パウサニアスは著書『ギリシア案内記』の中でアムピッサの街を紹介し、アムピッサ（マカレオスの娘）とアンドレモナスの墓や、アクロポリスに築かれたアテナ神殿、トアスによってトロイアから運び込まれたと言われている銅像などがあったと記している。また、アンドレモナスの妻の墓や、アスクレーピオスの神殿も存在した。
近年の発掘によって、紀元前8世紀頃のアムピッサはコリントスや、ペロポネソス半島北西部の都市との交易によって商業が発展していたことが分かった。紀元前7世紀にはポリスを形成するようになり、芸術や交易で3世紀もの間栄えた。紀元前653年には一部のアムピッサの住民がイタリア半島南部（マグナ・グラエキア）に移民して、ロクリの町を建設した。アムピッサの暦は他のロクリス地方のポリスと異なり、またアムピッサの貨幣には表面はアポロンの肖像が、裏面には "ΑΜΦΙΣΣΕΩΝ / Amfissian" という文字と、槍、カリュドーンの猪の顎骨、星、ブドウが描かれていた。
テルモピュライの戦いでギリシアがペルシア軍に敗れると、ペルシア軍はポーキス、西ロクリス、ドーリス、ボイオーティアに侵攻した。強固なアクロポリスを持つアムピッサには、ポーキス地方の住民が安全を求めてやって来た。ペロポネソス戦争の時には、他の西ロクリス地方のポリスと同じくスパルタ側に味方した。アムピッサの政治体制は寡頭政であり、スパルタと似ていた。アテナイでペリクレスが政治を動かしていた頃に、アムピッサでも民主政を確立しようという動きが見られたが、成功しなかった。デルポイで発見された碑文からは、当時のアムピッサのアルコンとして、メナンドロスのテアゲネス、ヴォリアダス、ハリクセノス、ダモンのアリストダモス、ドロテオス、エウアルコス、アルケダモス、エピニコスのアリストダモス、ハリクセノス、アリスタルコスの名を知ることができる。
紀元前426年、スパルタの将軍エウリュロコスがナフパクトスに向かう途中デルポイに着くや、アムピッサをアテナイから引き離し、通行許可権を得るために使者をアムピッサに送った。内容は人質をスパルタに送るとともに、ポーキス地方のポリスの敵意を怖れて態度を決めかねていた、他のロクリス地方のポリスを説得するように、ということであった。ペロポネソス戦争後、アムピッサはテーバイと同盟を結んだ。紀元前395年にはコリントス戦争が起こり、アムピッサはテーバイやアテナイの味方についた。

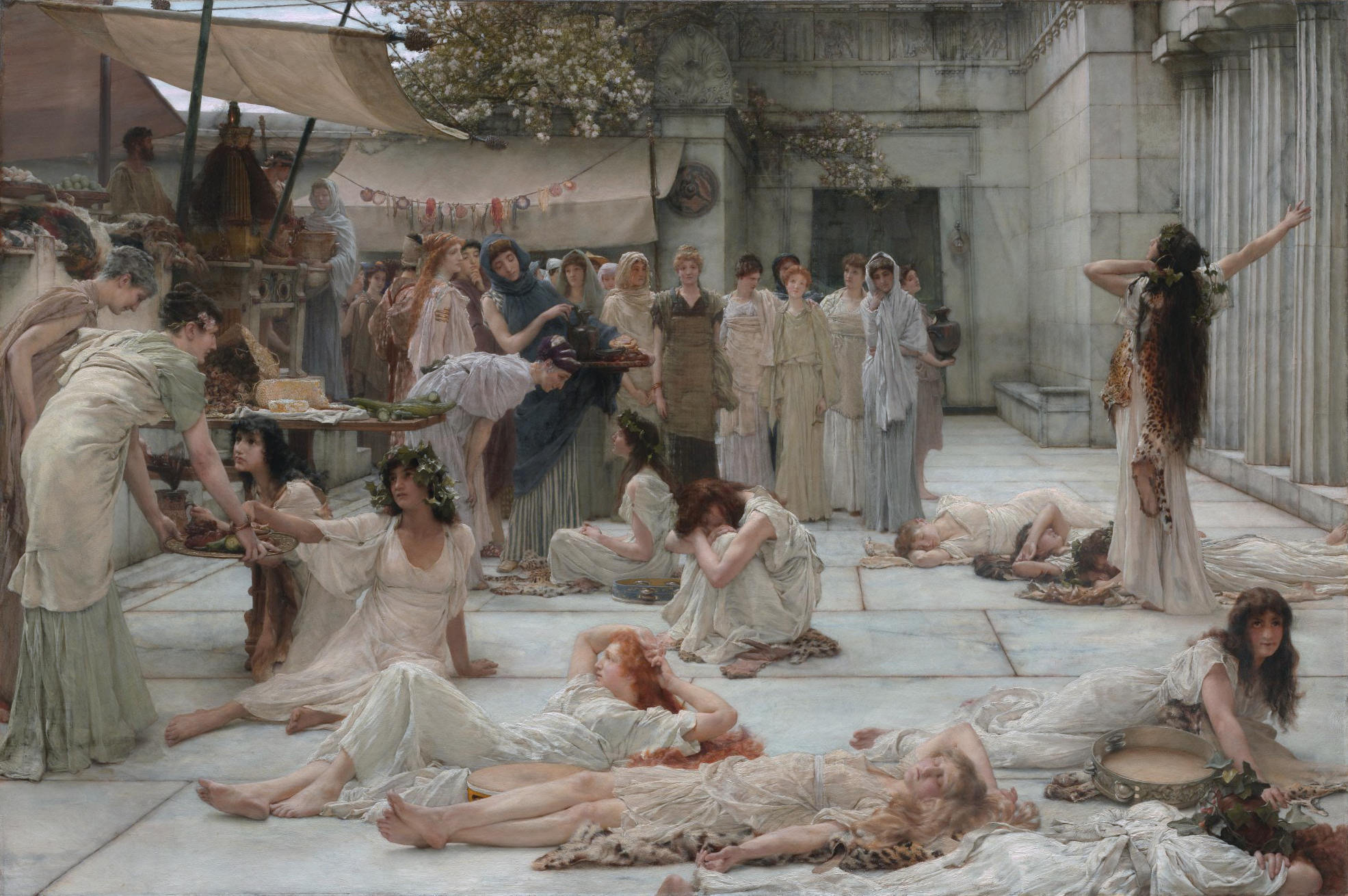
ローレンス・アルマ＝タデマの絵画『アムピッサの女たち（Women of Amfissa）』1887年。第三次神聖戦争中のエピソードを絵画化した。

紀元前356年から紀元前346年にかけて行われた第三次神聖戦争（希: Τρίτος ιερός πόλεμος、英: Third Sacred War）では、アムピッサはテーバイの側についた。その頃にアムピッサではクリッサエア平原の一部が農地化され、キッラには陶器工房が造られた。紀元前339年には、アテナイがデルポイのアポロン神殿に金の盾を奉納しようと申し出たが、盾にはテーバイへの侮辱の言葉が彫られていたためにアムピッサの代理人はこれに激怒し、アテネの申し出を却下した。アテネの代理人であったアエスケネスはアムピッサに抗議し、マケドニア王国のピリッポス2世がこれに介入した。紀元前338年、ピリッポス2世はアムピッサを攻撃し、破壊した。アムピッサの住民の大部分は追放され、デルポイに移住した。これは「第四次神聖戦争」（希: Τέταρτος ιερός πόλεμος、英: Fourth Sacred War）と言われる。同じ年にデモステネスの影響によって、アテナイやテーバイが反マケドニア連合を組み、アムピッサ人と西ロクリスのポリスはこれに参加した。
その後アムピッサ人はアムピッサの町を再建し、以前の活気を取り戻すことになんとか成功した。しかし紀元前322年にはアエトリア同盟のアレクサンドロスに包囲された。紀元前279年には400人のアムピッサの重装歩兵がギリシア軍に参加し、デルポイをケルト人から守った。その後アムピッサとアエトリア同盟との友好関係が向上し、紀元前250年にアムピッサは「アエトリア人の友人並びに親戚」としてアエトリア同盟に参加した。紀元前245年にアカイア同盟のストラテゴであったアラトスが、アムピッサを攻撃した。しかしその後、アエトリア同盟とアカイア同盟はローマの執政官ティトゥス・クィンクティウス・フラミニヌスの下で共和政ローマと同盟を結び、マケドニア王国のピリッポス5世に対抗した。マケドニアに勝ったのちに、フラミニヌスはアムピッサに対して租税を免除し、完全な自治を認め、貨幣の鋳造を許可する、西ロクリス地方の中心としての独立したポリスとした。しかしアエトリア人は、ローマはギリシアの都市を支配するつもりだと信じ、セレウコス朝のアンティオコス3世に援軍を依頼した。そのためにローマの将軍マニウス・アキリウス・グラブリオによって、ラミアは攻略され、紀元前190年にはアムピッサを包囲された。アムピッサの住民はアクロポリスの防御力に自信を持っていたが、ローマ軍は強く、アムピッサの陥落は目前であった。しかし、ローマの司令官がルキウス・コルネリウス・スキピオになり、アテナイの副官が干渉したことで何とか休戦状態となった。
紀元前174年から紀元前160年にかけて、ローマ派のアエトリア人と民族主義者との間で抗争が数回発生した。オクタヴィアヌスが、アクティウムの海戦でアントニウスとクレオパトラに勝利したことを記念して、ニコポリスの町を建設した際、アエトリア人を移住させたが、その一部はアンフィサに移住した。このような理由からパウサニアスは、アンフィサの住民は祖先がアエトリア人であるから、西ロクリア人と呼ばれることに恥じるのだと述べているが、これは誤りである。なぜなら彼の生きていた時代、本当にアエトリア系であるアンフィサの住民は少数であったからである。この頃、プルタルコスの『対比列伝』の中にフィロトスという名のアンフィサ出身の哲学者が述べられている。2世紀になるとアンフィサの町は繁栄して、城壁の外にまで街が広がり、パウサニアスによると、180年当時の人口は70,000人であったという。ディオクレティアヌス帝の治世では、アンフィサには豪華な水道が設けられていた。

### 中世
中世初期のアンフィサは、アラリック1世率いる西ゴート族やフン人といったギリシア一帯を侵略した異民族によって大きな被害を受けた。451年にはアンフィサに司教が置かれるようになり、530年にはユスティニアヌス大帝がクリッサエア平原一帯の町を要塞化し、アンフィサの城壁も修理された。ヒエロクレスは著作『シュネクデモス(Συνέκδημος)』の中で、アンフィサの町は東ローマ帝国のヘラス属州にあり、アテネの悪徳知事の管轄下にあると述べている。
9世紀中ごろからは、ブルガール人が新たに侵略し、フォキス地方を略奪したり、アンフィサの町を包囲したりした。しかしアンフィサにとって最も過酷だったのは996年であり、ブルガリア帝国のサムイルはアンフィサの町を攻略後に破壊し、住民を虐殺した。1059年にも北方からの異民族がアンフィサを何度も包囲し、住民は虐殺を逃れるために洞窟に避難した。1147年にはノルマン人がクリッサエア平原に侵略したが、アンフィサを略奪することはなかった。この時すでにアンフィサは衰退していたと考えられる。
1205年に第4回十字軍がラテン帝国を建国すると、モンフェッラート侯ボニファーチョ1世はテッサロニキ王国を建国し、中央ギリシャ地方を征服した。ボニファーチョは、アンフィサの町をサロナに改名し、古代のアクロポリスがあった場所に堅固な城壁を築いた。1311年にはカタルーニャ人が中央ギリシャ地方を征服し、以後80年にわたって支配した。

### オスマン帝国時代
1394年にサロナの地域はオスマン帝国に征服された。1580年には大地震が発生し、フォキス地方とサロナ周辺の町が破壊された。1687年から1697年の間のヴェネツィア共和国による支配を経て、サロナは再びオスマン帝国に委譲された。その当時サロナを訪れた旅行者によると、町の人口は6,000人程度であったという。サロナは以前の豪華さは無く、古代のアンフィサの栄光を忘れ去っていた。そのために旅行者の中で、サロナが古代都市のアンフィサであることを信じる人は少なかったという。18世紀には、サロナは対オスマン帝国戦の準備基地となった。サロナが戦略的に重要な土地であるとともに、クレフテスたちが活動するジオラ山やパルナッソス山に近いからであった。
ギリシャ独立戦争の時には、ディミトリオス・パヌルギアス、ギアニス・ディオヴニオティス、ヨアニス・グラス、サロナ司教イサイアらがオスマン帝国に反逆した。彼らはフォキス地方で反乱したアタナシオス・ディアコスやヤニス・マクリヤニスらと共闘態勢を採った。1821年3月27日にパヌルギアスがサロナの町を攻略し、4月10日にはサロナ城を手に入れた。11月15日から20日にかけてサロナ市議会が開かれ、地元の有力者や軍司令官らが参加した。テオドロス・ネグリスの指導の下で憲法の草案が書かれ、本土東部ギリシャ国憲法(Νομική Διάταξις της Ανατολικής Χέρσου Ελλάδος)が施行され、本土東部ギリシャ国が首都をサロナとして独立した。この国は1825年にオスマン帝国が再び奪還するまで存続した。

## 人口推移
| 年   | 都市人口（人） | 増減        | 人口（人） |
| ---- | -------------- | ----------- | ---------- |
| 1981 | 7,156          | -           | -          |
| 1991 | 7,189          | +33/+0.005% | 9,469      |
| 2001 | 6,956          | -133/-0.3%  | 9,248      |

## 参考
- "PDF (875 KB) 2001 Census" （ギリシア語） National Statistical Service of Greece (ΕΣΥΕ) より (2007-10-30)
- "The Princeton Encyclopedia of Classical Sites" （英語） (2008-05-08)
- "Hieroclis Synekdemos (Guide)" （英語） (2008-05-09)